# Mutuno Tutuno

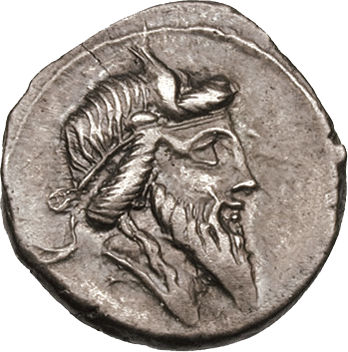
Un denario coniato da Quinto Tizio che forse rappresenta un anziano e barbuto Mutuno Tutuno

Mutuno Tutuno (in latino Mūtūnus Tūtūnus o Mūtīnus Tītīnus) era una divinità matrimoniale fallica dell'antica religione romana, abbastanza similare a Priapo. Il suo tempio era posto sul colle Velia e durò probabilmente dalla fondazione di Roma sino al I secolo a.C.
Stando alle testimonianze dei padri della Chiesa, si pensa che le spose romane durante i riti matrimoniali cavalcassero il fallo di Mutuno per prepararsi all'amplesso. Arnobio afferma che le matrone romane erano in qualche modo obbligate a salire in groppa (inequitare) all'“orribile fallo” di Tutuno, anche se altre fonti specificano che le spose imparavano, tramite questo rito, a non essere imbarazzate dal sesso. Festo, il grammatico del II secolo d.C., è l'unica fonte latina classica che si riferisca al dio, per questo la descrizione del rito portata avanti dalle fonti cristiane è probabilmente fallata da ostilità o pregiudizio.

## Etimologia

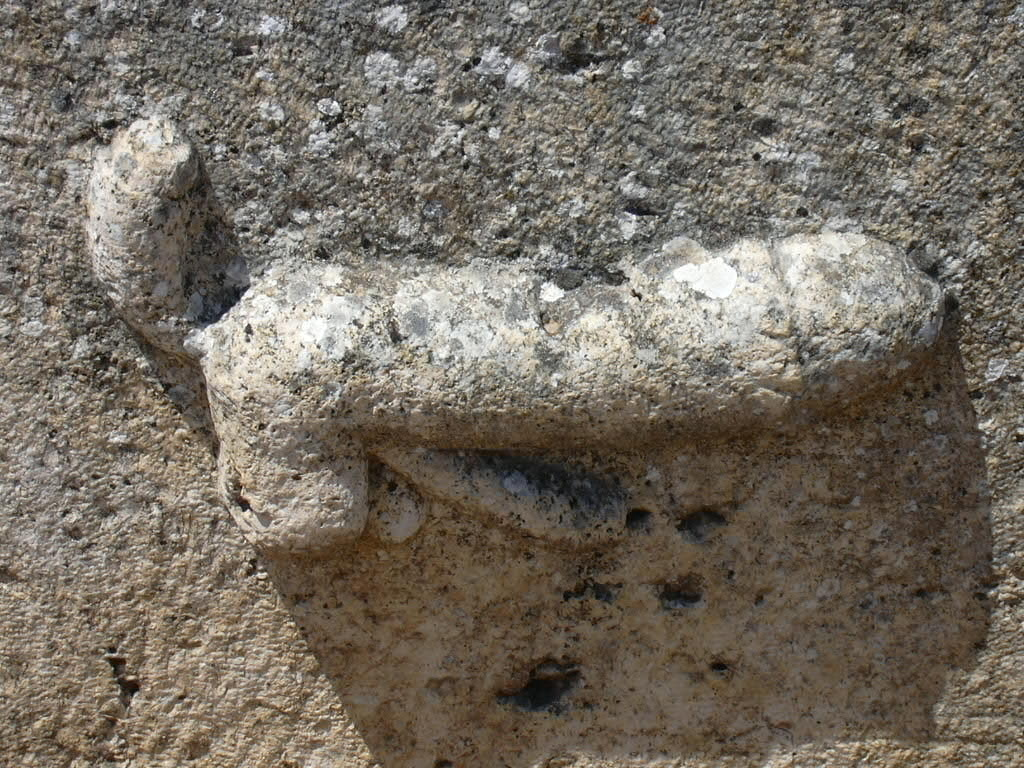
Fascinus da Clunia

A differenza di Priapo, rappresentato in forma umana, ma con un'erezione vigorosa ed innaturale, Mutunus sembra essere identificato meramente dal fallo, come il fascinus del misterioso genitore di Servio Tullio. Il nome del dio è collegato a due rare parole latine popolane riferentesi al pene: mūt(t)ō e mūtōnium. “Mutto” era anche usato come cognomen. Lucillio è il primo a segnalare l'esistenza di entrambe le forme: at laeva lacrimas muttoni absterget amica (con la mano sinistra la ragazza asciuga le lacrime di Mutto). Mūtōnium può aver sostituito la prima forma in un secondo momento, dacché la si ritrova fra i graffiti di Pompei. Orazio, in una sua satira, immagina un dialogo dell'animo di un certo Villio con il padrone stesso: Huic si muttonis verbis mala tanta videnti / diceret haec animus: “Quid vis tibi? Numquid ego a te / magno prognatum deposco consule cunnum / velatumque stola, mea cum conferbuit ira?” (A lui, che tanti mali ha subito, se il cuore gli dicesse, con le parole del muttō, così: “Che vai cercando? Sono forse io che ti chiedo una fica discesa da un console illustre e velata di stola quando la mia rabbia ribolle?”) Sia Lucillio che Orazio, quindi, personificano il muttō. Mūtūniātus, usato da Marziale e nel Corpus Priapeorum, descrive un uomo "dotato".
Sia la parola Mūtūnus che Tūtūnus sono reduplicative. Tītīnus deriva forse da tītus, un'altra espressione popolare per il pene.

## Culto
Il tempio di Mutuno Tutuno sul colle Velia non è stato localizzato. Stando a Festo esso fu distrutto per far spazio ad un bagno privato per il pontifex Gneo Domizio Calvino, nonostante si trattasse di una delle costruzioni più antiche. Il tutto porta a chiedersi perché Calvino ebbe il permesso di eliminare un tempio così venerabile. I padri della Chiesa associavano Mutuno a gruppi di altri dei, probabilmente sulla base di un lavoro teologico perduto di Marco Terenzio Varrone. Robert Palmer ha concluso che il vetusto culto di Mutuno venne affiancato a quello di Libero, che era identificato spesso con Giove, Bacco e Priapo Lampsaco. Egli congettura, inoltre, che Mutuno, nella forma di Libero, ricevette il sacrificio da parte di Giulio Cesare nel giorno del suo omicidio, dando al tiranno dei presagi negativi che il cospiratore Decimo Bruto cercò di far minimizzare ed ignorare. Cesare aveva precedentemente celebrato la sua vittoria della battaglia di Munda nei Liberalia, tenuti il 17 marzo in onore di Libero, e nelle idi di marzo visitò la casa del ‘'pontifex'’ Calvinus, probabilmente ubicata nelle vicinanze dell'antico tempio di Mutuno-Libero. Secondo Palmer questo diede ad Augusto il diritto di riformare il culto tramite il suo programma di ripristino religioso – che spesso nascondeva delle radicali innovazioni. Il dio fu ellenizzato come Bacchus Lyaeus.
Palmer concorda con i numismatici, i quali ritengono che un denario coniato da Quinto Tizio, magistrato monetario tra il 90 e l'88 a.C. circa, rappresenti, nel dritto della moneta, Mutuno come un uomo anziano e barbuto. Il diadema alato è un riferimento a Priapo Lampsaco e al fallo alato, un motivo decorativo comune nell'arte romana, che funge anche da apotropaico contro il malocchio. Un'altra moneta prodotta da Tizio rappresenta Bacco con una corona di edera; entrambi i denarii hanno una raffigurazione identica di Pegaso sul rovescio della moneta. Michael Crawford, invece, non ritiene che si abbiano le basi necessarie per affermare che si tratti di Mutuno, ma Palmer mette in evidenza l'iconografia comune di Bacco-Libero-Priapo e l'etimologia associativa del nome della gens Titius. Il titus ("pene") con le ali era un gioco di parole comune all'epoca, dal momento che la parola si riferiva anche ad un tipo di uccello. Marco Terenzio Varrone probabilmente aveva associato la parola Titinus ai Sodales Titii (in una collocazione etimologica che includeva anche Tito Tazio, il re sabino contemporaneo a Romolo), alla Curia Titia o alla tribù dei Tiziensi.